# Großer Hopfen-Wurzelbohrer

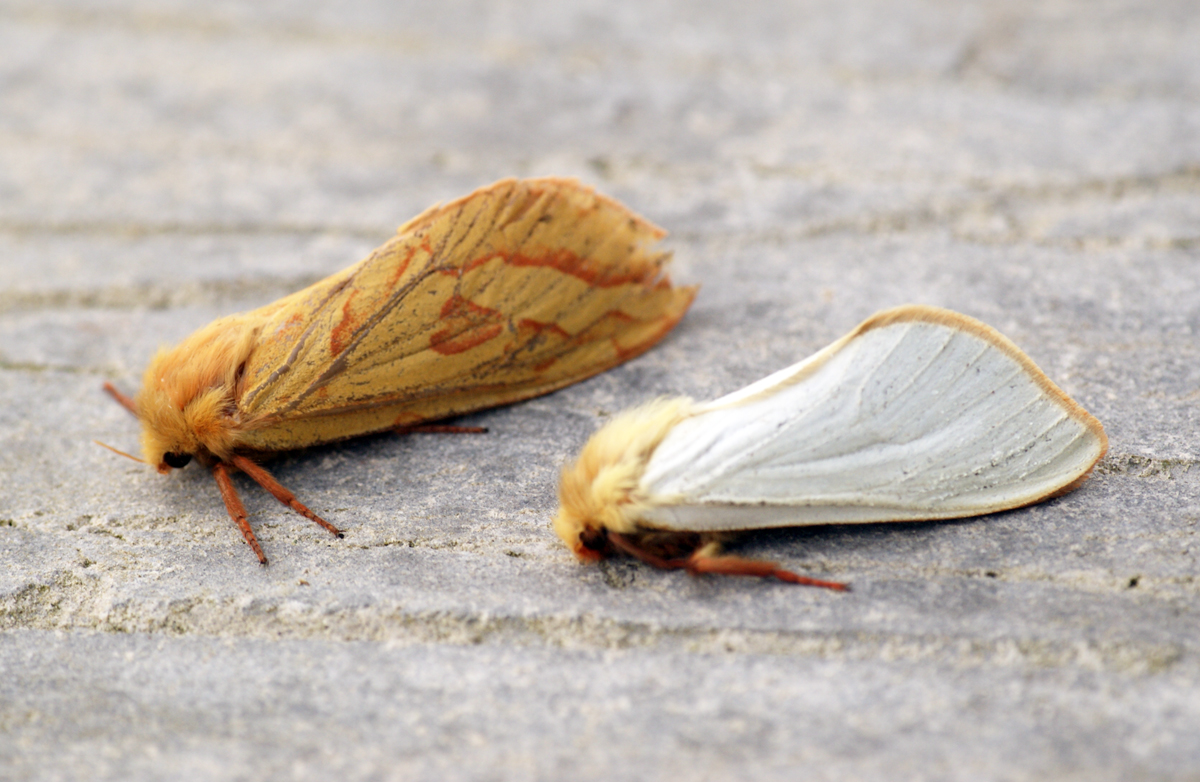
Großer Hopfen-Wurzelbohrer (Hepialus humuli), beide Geschlechter

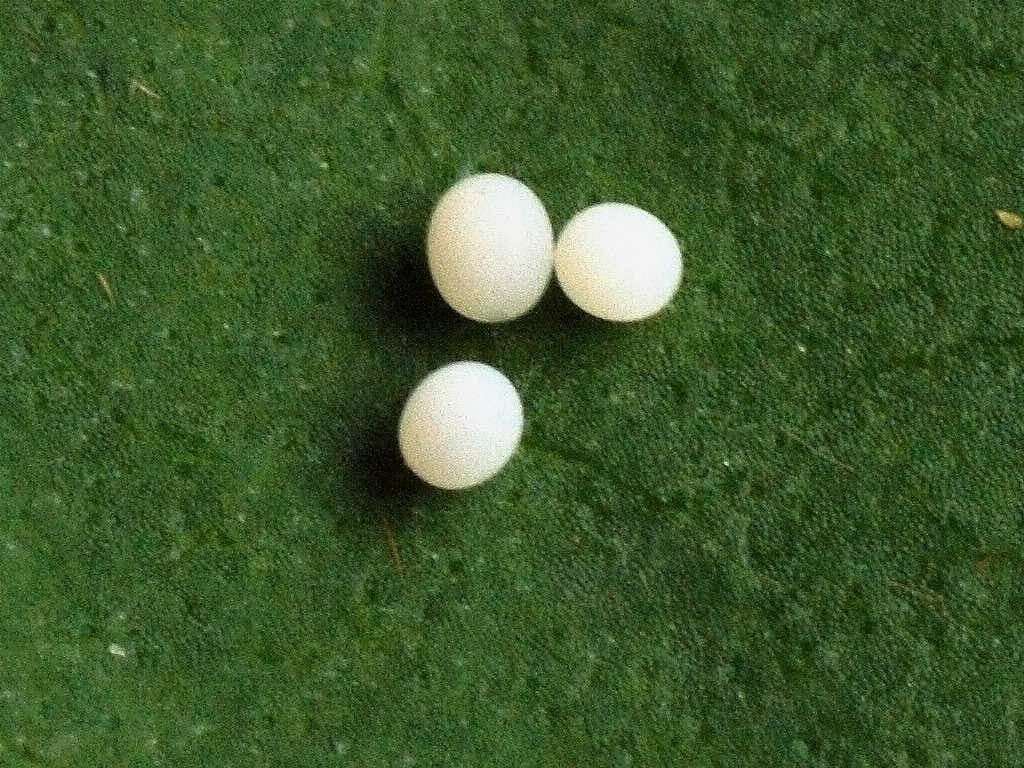
Großer Hopfen-Wurzelbohrer (Hepialus humuli), Eier

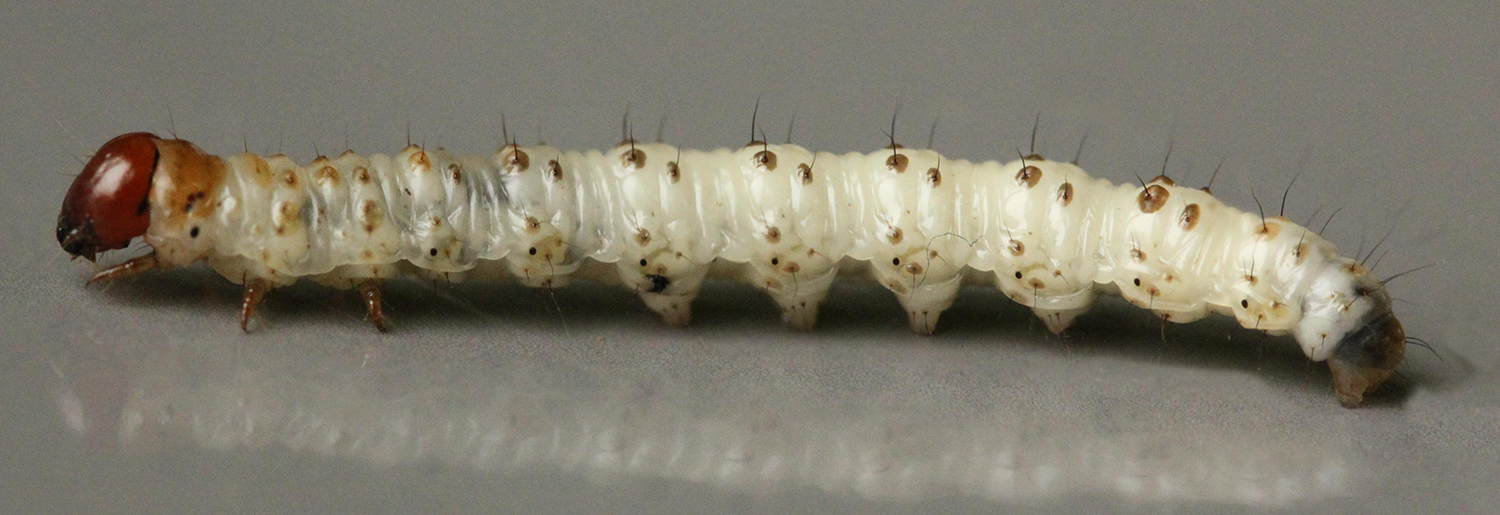
Großer Hopfen-Wurzelbohrer (Hepialus humuli), Raupe

Der Große Hopfen-Wurzelbohrer (Hepialus humuli), auch nur Hopfen-Wurzelbohrer oder Geistermotte (nach der englischen Bezeichnung ghost moth) genannt,  ist ein Schmetterling (Nachtfalter) aus der Familie der Wurzelbohrer (Hepialidae). Grund für die Bezeichnung „Geistermotte“ ist die geisterhafte Erscheinung der Männchen, die nach Sonnenuntergang über die Wiesen schwirren.

## Merkmale
Männchen und Weibchen zeigen einen ausgeprägten Geschlechtsdimorphismus. Die Männchen haben eine Flügelspannweite von 48 mm (40–70 mm an), die Weibchen sind mit etwa 57 mm Flügelspannweite etwas größer (50 bis 75 mm). Die Flügel sind relativ lang und schmal. Die Vorder- und Hinterflügel des Männchens sind silbrigweiß gefärbt. Der Costalrand und die Zilien sind leicht ockerfarben getönt. Die Vorderflügel des Weibchens sind hellgelb, ockergelb bis gelbbraun gefärbt, während die Hinterflügel ockergrau oder gelblichgrau und mit Pink getönt sind. Kopf, Thorax und Hinterleib von Männchen und Weibchen sind hell ockerbraun bis gelb gefärbt. Die Fühler sind einfach und kurz. Die Weibchen weisen auf den Vorderflügeln ein sehr variables Muster von dunkleren (dunkler als die Grundfarbe) Linien und Flecken auf. Die Männchen haben an den Tibiae pinselförmige Duftorgane.
Die relativ kleinen Eier sind oval und nach der Ablage glänzend weiß. Sie sind 0,7 mm lang und messen 0,5 mm im Durchmesser. Sie färben sich innerhalb weniger Stunden nach der Ablage glänzend schwarz.
Die Raupen werden bis zu 40 mm lang. Der Körper ist weiß oder grauweiß und trägt deutliche graubraune Flecke. Das Nackenschild ist rotbraun und auf beiden Seiten mit einer schräg verlaufenden schwarzen Zeichnung versehen. Die schwarzen eiförmigen Stigmen heben sich deutlich ab. Die Kopfkapsel ist glänzend rötlichbraun oder gelblichbraun, die Analplatte hell gelblichbraun.
Die längliche Puppe ist dunkelbraun (bis hellbraun). Sie besitzt auf den Hinterleibssegmenten 3 bis 7 jeweils zwei Bänder mit nach hinten gerichteten Borsten. Die Hinterleibssegmente 4 und 5 haben auf der Bauchseite zwei halbmondförmige Schneideplatten, das Hinterleibssegment 7 mit einer einzigen großen halbmondförmigen, gezähnelten Schneideplatte, die Verbindung hat mit dem Borsten auf der Rückenseite. Der Kremaster zeigt einige kleine konische Punkte.

## Geographische Verbreitung und Lebensraum
Das Verbreitungsgebiet des Großen Hopfen-Wurzelbohrers  erstreckt sich von Nord-Spanien bis zum Kaukasus und Armenien, im Osten weiter bis Sibirien. Im Norden reicht es von (Mittel-)Skandinavien und den Britischen Inseln, einschließlich der Färöer-, Shetland und Orkney-Inseln bis Sizilien. Die Art fehlt jedoch auf den Inseln Korsika, Sardinien und Kreta.

Typischer Lebensraum des Großen Hopfen-Wurzelbohrers sind Wirtschaftswiesen, in eher kühlfeuchten Landschaften, an Feld- und Wegrändern, Dämmen, Böschungen, in Streuobstwiesen, in Grünanlagen und Gärten am Rande von Ortschaften, auch Berg- und Talwiesen und Bachrändern und Gräben, seltener auch Feuchtwiesen am Rande von Mooren und Lichtungen in feuchten Wäldern. In den Alpen steigt die Art bis auf 2000 m über NN. 

## Lebensweise
Der Große Hopfen-Wurzelbohrer ist in der Regel univoltin; d. h., es wird eine Generation pro Jahr gebildet. Gelegentlich dauert die Entwicklung jedoch auch zwei Jahre (und mehr?). Die Falter fliegen von Ende Mai bis in den September hinein, allerdings mit einem deutlichen Schwerpunkt in den Monaten Juni und Juli. Sie sind dämmerungsaktiv und fliegen künstliche Lichtquellen an. Dabei kommen die Weibchen häufiger zum Licht als die Männchen. In Ruhestellung werden die Flügel steil dachförmig übereinander gelegt und bedecken den Hinterleib komplett. Der Paarungsflug ist auf die Abenddämmerung beschränkt. Die Falter sind nur selten zu anderen Zeiten aktiv. Die Männchen beginnen den Flug meist geringfügig früher als die Weibchen oder auch nahezu gleichzeitig. Der Flug der Männchen endet jedoch bereits vor Ablauf  einer halben Stunde. Die Männchen beginnen nach einem kurzen Startflug in etwa einem halben Meter über der Vegetation zu pendeln. Während dieses Pendelflugs sind die pinselförmigen Duftorgane ausgebreitet und verströmen ein Pheromon um die Weibchen anzulocken. Die Weibchen fliegen Männchen noch aus einer Entfernung von 25 m an, umkreisen es und setzen sich unter einem pendelnden Männchen in die Vegetation. Das Männchen folgt dem Weibchen in die Vegetation und es kommt zur Paarung. Die Paarung kann bis zu zwei Stunden dauern. Dabei hängt das Männchen kopfüber am Weibchen, aber in gleicher Körperorientierung wie das Weibchen, nur durch die Kopulationsorgane gehalten.
Nach der Paarung fliegt das Weibchen jedoch intensiv umher. Während die meisten anderen Schmetterlingsarten ihre Eier an Pflanzen befestigen, wirft das Weibchen des Großen Hopfen-Wurzelbohrers während des Fluges die Eier auf Wiesenpflanzen ab. Insgesamt werden so 200 bis 1600 Eier verteilt, im Durchschnitt etwa 600 Eier. Die Eiraupen schlüpfen in der Natur nach etwa 16 bis 33 Tagen, im Durchschnitt nach etwa 20 Tagen (bzw. 15 bis 20 Tagen). Die jungen Raupen verschwinden sehr schnell in der Erde, wo sie einen Gang graben, der mit Seidenfäden ausgekleidet ist. Sie beginnen an weichen oder auch holzigem Pflanzengewebe (meist Pflanzenwurzeln) zu fressen. Mit der Zeit fressen sie sich immer tiefer in das Pflanzengewebe und erweitern ihre Gänge. Das Larvalstadium dauert in der Regel ein Jahr, kann jedoch auch zwei oder mehr Jahre dauern. Die Raupen ernähren sich polyphag unter anderem von den Wurzeln der folgenden Pflanzen:
- Wiesen-Sauerampfer (Rumex acetosa)
- Alpen-Ampfer (Rumex alpinus)
- Ampfer (Rumex spec.)
- Möhre (Daucus carota)
- Hopfen (Humulus lupulus), der namensgebenden Nahrungspflanze
- Löwenzahn (Taraxacum spec.)
- Brennnesseln (Urtica spec.)
- Schwarznessel (Ballota nigra)
- Taubnesseln (Lamium spec.)
- Kletten (Arctium spec.)

Zudem finden sie sich speziell an folgenden Kulturpflanzen:
- Hanf (Cannabis)
- Spargel (Asparagus)
- Artischocken (Cynara)
- Süßgräser (Getreide und andere Gräser)
- Kartoffel (Solanum tuberosum)
- Rüben (Beta spec.)
- Pastinaken (Pastinaca)
- Kohl (Brassica)
- Phaseolus
- Erbsen (Pisum)
- Lattiche (Lactuca)
- Erdbeeren (Fragaria)
- Chrysanthemen (Chrysanthemum)
- Dahlien (Dahlia)

Die Raupen überwintern (evtl. auch mehrmals) und verpuppen sich dann im Mai in einem röhrenartigen, länglichen Kokon und schlüpfen im darauffolgenden Monat. Unter weitgehend natürlichen Zuchtbedingungen wurden zwölf Larvenstadien gebildet. 315 bis 347 Tage nach dem Schlüpfen der Eiraupen erfolgte die Verpuppung in einem Kokon in 12 bis 22 cm Tiefe unter der Erdoberfläche. Die Puppenruhe dauert 21 bis 33 Tage. Die Puppe ist relativ aktiv und bewegt sich mit dem Kopfende voraus zur Erdoberfläche. Dort angekommen schlüpft dann nach wenigen Tagen der Falter.

## Systematik und Taxonomie
Die Art wurde bereits 1758 von Carl von Linné in der 10. Auflage des Systema Naturae unter dem Binomen Phalaena (Noctua) humuli aufgestellt. Derzeit werden in der Literatur nur zwei Unterarten genannt:
- Hepialus humuli humuli (Linné), die Nominatform, im größten Teil des Verbreitungsgebietes und
- Hepialis humuli thulensis Newman, 1865, Färöer-Inseln, Shetland- und Orkney-Inseln, die Unterart ist meist sehr kontrastreich gezeichnet

Leraut (2006) unterscheidet noch die folgenden formae:
- f. azuga Pfitzner, 1912. Die Vorderflügel der Weibchen weisen ein weites pinkfarbenes Netzmuster auf
- f. albida Spuler, 1910. Die Vorderflügel der Weibchen sind hellgelb
- f. martinae Leraut, 2006. Die Vorderflügel der Weibchen sind pinkfarben
- f. metallica Leraut, 2006. Die vier Flügel der Männchen sind silberolivgrau.

## Schadwirkung und Gefährdung
Die Art gilt bzw. galt als Schädling in Wiesen und an Feldfrüchten. Auch in Gärten kann es durch Wurzelfraß an einjährigen und ausdauernden krautigen Pflanzen zu Schäden kommen. In der Literatur werden dabei Salat, Erdbeeren und Chrysanthemen-Kulturen genannt. Früher galt die Art auch als Hopfenschädling. Allerdings wird in der neueren Literatur verneint, dass die Art sichtbare Schäden in Wiesen verursacht. Auch „für den Hopfenanbau stellt sie keine Bedrohung dar.“
Entsprechend ihrer Häufigkeit in weiten Bereichen ihres Areals gilt die Art in Deutschland als nicht gefährdet. Lediglich in Brandenburg ist sie seltener und wird darum in der Kategorie 3 (gefährdet) gelistet.

## Trivia

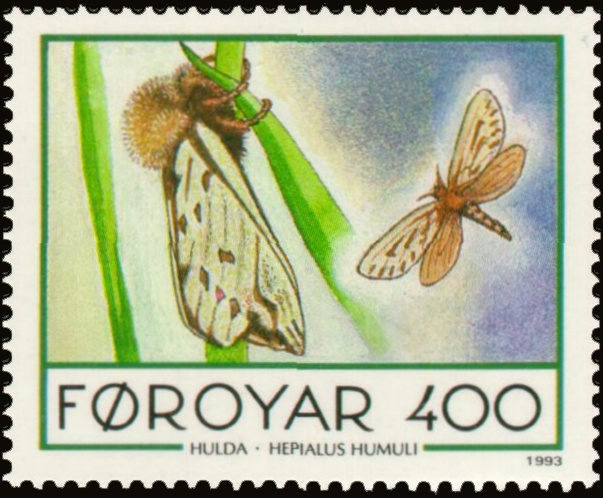
Der Große Hopfen-Wurzelbohrer auf einer Briefmarke der Färöer

Der über einer Stelle pendelnde, „geisterhafte“ Flug der silbrigweißen Männchen in der Dämmerung über ungemähten Wiesen, zumal wenn viele Männchen gleichzeitig geschlüpft sind, hat dieser Art auch den Namen Geistermotte eingebracht. 
Es hat dieser Nachtfalterart auch eine gewisse Popularität verschafft. Die Post der Färöer hat ihr eine Briefmarke gewidmet.